# Абдуррагім Ахвердов
Абдуррагі́м Асадбе́к огли́ Ахве́рдов (*17 травня 1870 — †11 грудня 1933) — азербайджанський письменник.
Нородився у селі Агбулаг поблизу Шуші. Навчався в Петербурзькому університеті.
Автор п'єс «Зруйноване гніздо» (1896) про виродження дворянства та «Нещасливий юнак» (1900), де вперше в азербайджанській драматургії створив образ демократа, борця за права народу. З 1906 співпрацював з журналом «Молла Насреддін», в якому друкував сатиричні оповідання «Листи з пекла», «Мої вівці».
В творах «Друзі нації», «Хто винен», «Голодні діти» викривав «буржуазний націоналізм», релігійний фанатизм. За радянських часів написав п'єси, оповідання, в яких відтворив картини революційної боротьби в азербайджанському селі; нариси з історії азербайджанського театру.
Перекладач Шекспіра, А. Чехова.